# Cabana de la Farga
La Cabana de la Farga è un bivacco alpino che si trova nella Parrocchia di Escaldes-Engordany a 2.008 m d'altezza.